# 스웜 (애플리케이션)
스웜(Swarm)은 포스퀘어가 개발한 위치 기반 소셜 네트워크 서비스로, 기존 포스퀘어 SNS에서 체크인 기능을 특화하여 별도로 제작한 애플리케이션이다. 2014년 5월 5일 안드로이드와 iOS 버전이, 2014년 8월 13일 윈도우 폰 버전이 공개되었다.

## 기능
- 체크인
- 친구 활동 보기
- 기록 검색

## 같이 보기
- 포스퀘어